# 53. ceremonia wręczenia nagród Brytyjskiej Akademii Filmowej
53. ceremonia rozdania nagród Brytyjskiej Akademii Sztuk Filmowych i Telewizyjnych miała miejsce 9 kwietnia 2000 roku. Najlepszym filmem okazał się American Beauty, który zdobył łącznie 6 statuetek.

## Nominacje

### Najlepszy film
- American Beauty
- Wojny domowe
- Koniec romansu
- Szósty zmysł
- Utalentowany pan Ripley

### Najlepszy brytyjski film
- Wojny domowe
- Notting Hill
- Oniegin
- Nazwij to snem
- Topsy-Turvy
- Wonderland

### Najlepszy film zagraniczny
- Wszystko o mojej matce
- Buena Vista Social Club
- Festen
- Biegnij Lola, biegnij

### Najlepszy reżyser
- Pedro Almodóvar – Wszystko o mojej matce
- Neil Jordan – Koniec romansu
- Sam Mendes – American Beauty
- Anthony Minghella – Utalentowany pan Ripley
- M. Night Shyamalan – Szósty zmysł

### Najlepszy aktor
- Kevin Spacey – American Beauty
- Jim Broadbent – Topsy-Turvy
- Russell Crowe – Informator
- Ralph Fiennes – Koniec romansu
- Om Puri – Wojny domowe

### Najlepsza aktorka
- Annette Bening – American Beauty
- Linda Bassett – Wojny domowe
- Julianne Moore – Koniec romansu
- Emily Watson – Prochy Angeli

### Najlepszy aktor drugoplanowy
- Jude Law – Utalentowany pan Ripley
- Wes Bentley – American Beauty
- Michael Caine – Wbrew regułom
- Rhys Ifans – Notting Hill
- Timothy Spall – Topsy-Turvy

### Najlepsza aktorka drugoplanowa
- Maggie Smith – Herbatka z Mussolinim
- Thora Birch – American Beauty
- Cate Blanchett – Utalentowany pan Ripley
- Cameron Diaz – Być jak John Malkovich
- Mena Suvari – American Beauty

### Najlepszy scenariusz adaptowany
- Neil Jordan – Koniec romansu
- Ayub Khan-Din – Wojny domowe
- Oliver Parker – Idealny mąż
- Anthony Minghella – Utalentowany pan Ripley

### Najlepszy scenariusz oryginalny
- Charlie Kaufman – Być jak John Malkovich
- Alan Ball – American Beauty
- M. Night Shyamalan – Szósty zmysł
- Pedro Almodóvar – Wszystko o mojej matce
- Mike Leigh – Topsy-Turvy

### Najlepsza muzyka
- American Beauty - Thomas Newman
- Buena Vista Social Club - Ry Cooder i Nick Gold
- Koniec romansu - Michael Nyman
- Utalentowany pan Ripley - Gabriel Yared

### Najlepsze zdjęcia
- American Beauty
- Prochy Angeli
- Koniec romansu
- Matrix
- Utalentowany pan Ripley

### Najlepszy montaż
- American Beauty
- Być jak John Malkovich
- Matrix
- Szósty zmysł

### Najlepsza scenografia
- Jeździec bez głowy
- American Beauty
- Prochy Angeli
- Koniec romansu
- Matrix

### Najlepsze kostiumy
- Jeździec bez głowy
- Koniec romansu
- Idealny mąż
- Herbatka z Mussolinim

### Najlepsza charakteryzacja i fryzury
- Topsy-Turvy
- American Beauty
- Koniec romansu
- Idealny mąż

### Najlepszy dźwięk
- Matrix
- American Beauty
- Buena Vista Social Club
- Gwiezdne wojny: część I – Mroczne widmo

### Najlepsze efekty specjalne
- Matrix
- Dawno temu w trawie
- Mumia
- Jeździec bez głowy
- Gwiezdne wojny: część I – Mroczne widmo

### Najlepszy film krótkometrażowy
- Who’s My Favourite Girl
- Bait
- Perdie
- The Tale Of The Rat That Wrote

### Najlepszy krótkometrażowy film animowany
- The Man With The Beautiful Eyes
- Jolly Roger
- The Old Man And The Sea
- The Periwig-Maker

## Podsumowanie
Laureaci

Nagroda / Nominacja
- 6 / 14 American Beauty
- 2 / 3 Jeździec bez głowy
- 2 / 3 Wszystko o mojej matce
- 2 / 5 Matrix
- 1 / 2 Herbatka z Mussolinim
- 1 / 3 Być jak John Malkovich
- 1 / 5 Wojny domowe
- 1 / 5 Topsy-Turvy
- 1 / 7 Utalentowany pan Ripley
- 1 / 10 Koniec romansu

Przegrani
- 0 / 2 Notting Hill
- 0 / 2 Gwiezdne wojny: część I – Mroczne widmo
- 0 / 3 Prochy Angeli
- 0 / 3 Idealny mąż
- 0 / 4 Szósty zmysł